# 阿倍野駅
阿倍野駅（あべのえき）は、大阪府大阪市阿倍野区阿倍野筋にある、大阪市高速電気軌道（Osaka Metro）の駅・阪堺電気軌道の停留場。
本項では、廃止された南海電気鉄道の駅についても記述する。

## 利用可能な鉄道路線
- 大阪市高速電気軌道 (Osaka Metro)
  -  谷町線 駅番号はT28
- 阪堺電気軌道
  - ■上町線 駅番号はHN02

## 歴史
Osaka Metro谷町線の阿倍野駅は、旧南海平野線阿倍野駅の代替駅として開業した。

### 年表
- 1910年（明治43年）10月1日：南海鉄道（現・南海電気鉄道）上町線電車運転開始。
- 1914年（大正3年）4月26日：（旧）阪堺電気軌道平野線が開業する。
- 1915年（大正4年）6月21日：（旧）阪堺電気軌道が南海鉄道と合併、南海鉄道平野線となる。
- 1944年（昭和19年）6月1日：関西急行鉄道との会社合併により、近畿日本鉄道の駅となる。
- 1947年（昭和22年）6月1日：路線譲渡により、南海電気鉄道の駅となる。
- 1980年（昭和55年）
  - 11月27日：南海電気鉄道平野線がこの日限りで廃止し[1]、上町線単独の駅に戻る。同時に大阪市営地下鉄谷町線の阿倍野駅が同線の天王寺 - 八尾南間延伸に伴い開業[1]。
  - 12月1日：上町線阿倍野駅が路線譲渡により阪堺電気軌道の駅となる[1]。
- 1987年（昭和62年）9月12日：あべのベルタ開業により天王寺駅前方面行の電停が現在地に移転[2]。
- 2018年（平成30年）4月1日：大阪市交通局の民営化により、谷町線の所属事業者・管轄が大阪市高速電気軌道 (Osaka Metro) に変更。

## 大阪市高速電気軌道 (Osaka Metro)
島式ホーム1面2線の地下駅である。ホーム階はシールド工法で建設された（八尾南方面と大日方面の計2本のシールドトンネル）。そのため、ホームの壁面が円柱の一部のように湾曲しており、ホーム端部は2本のシールドトンネルをつなげているのに対し、ホーム中央部は開口部を除きシールドトンネル状になっている。
改札口は北改札と南改札の2ヶ所設けられている。北改札は1号出入口（あべの橋駅・天王寺駅方面）、南改札は3-7号出入口（あべのベルタ）と直結している。2011年4月に開業したあべのキューズタウンと当駅を結ぶ連絡地下道（2号出入口）が2014年3月15日に開通した。
当駅は、平野管区駅の所属で、文の里駅が管轄している。
八尾南方面は南海平野線跡地の阪神高速14号松原線と一体施工されたため、当駅より南東へ大きく曲がる。また、大日方面は阿倍野筋・谷町筋を北上する。

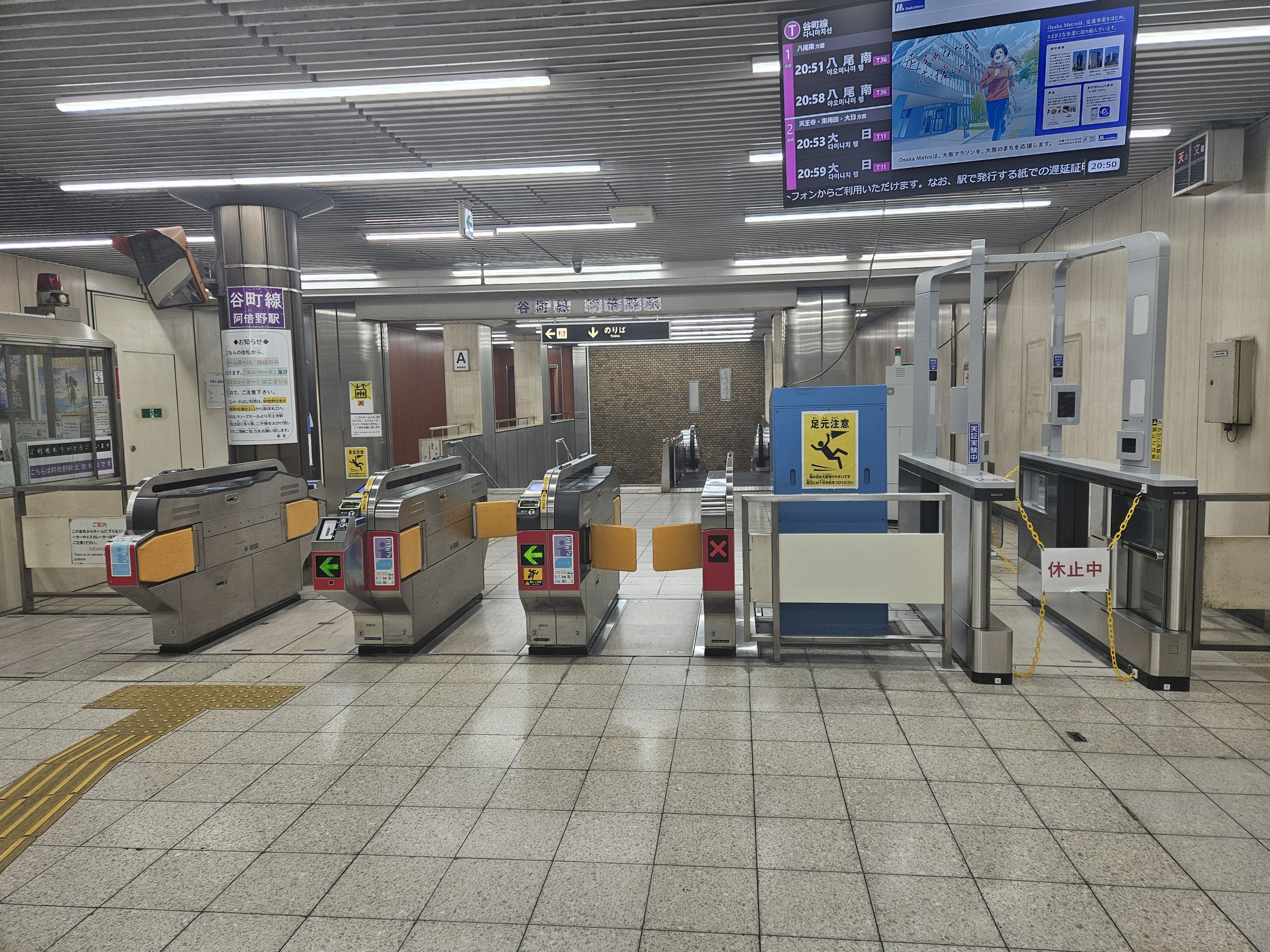
北改札（2024年12月）

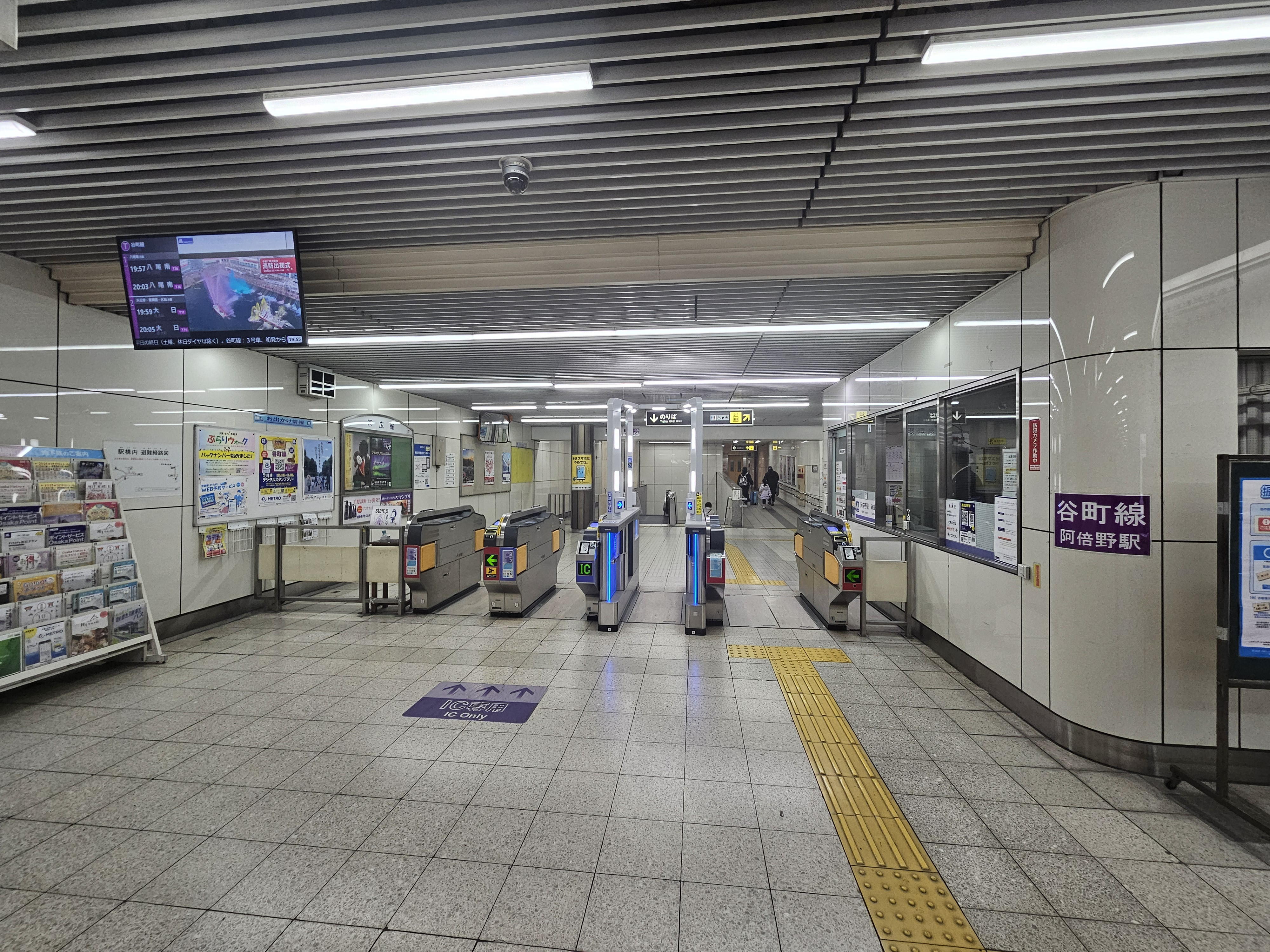
南改札（2024年12月）

### のりば

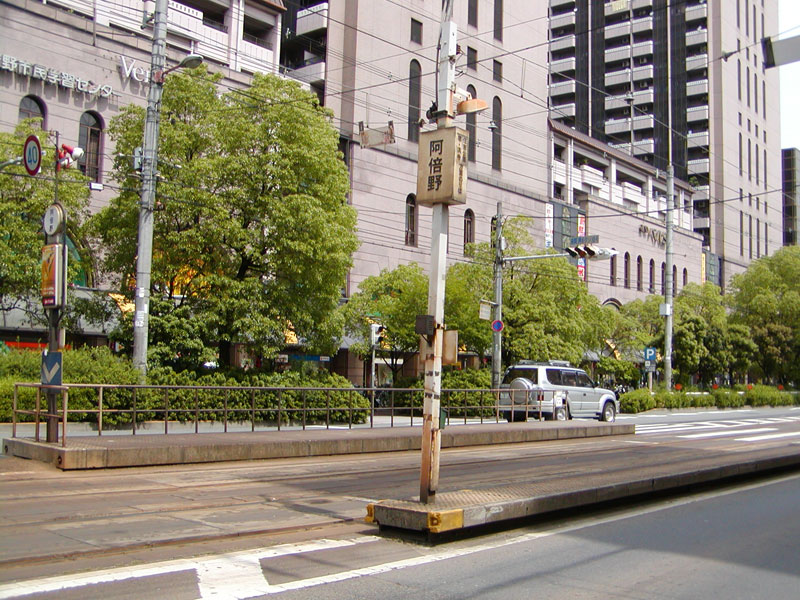
旧ホーム（2007年5月）

| 番線 | 路線   | 行先                     |
| ---- | ------ | ------------------------ |
| 1    | 谷町線 | 八尾南方面               |
| 2    | 谷町線 | 天王寺・東梅田・大日方面 |

### 出口
| 出口番号 | 出口周辺 | 接続改札 | 備考             |
| -------- | --- | -------- | ---------------- |
| 1        | 近鉄電車・あべのハルカス | 北改札   |                  |
| 2        | 大阪公立大学付属病院・あべのキューズタウン連絡通路                                                                               | 北改札   | エレベーターあり |
| 3        | 近畿大阪銀行連絡通路・阪堺電車 市立阿倍野体育館・阿倍野消防署                                                                    | 南改札   |                  |
| 4        | | 南改札   |                  |
| 5        | シティバスのりば | 南改札   |                  |
| 6        | 南霊園・やすらぎ天空館(葬祭場)・阿倍野警察署 阿倍野図書館・阿倍野区民センター                                                    | 南改札   | エレベーターあり |
| 7        | あべのベルタ連絡通路・市立阿倍野スポーツセンター 阿倍野市民学習センター・あべのフォルサ 阿倍野防災センター・市立阿倍野屋内プール | 南改札   |                  |

## 阪堺電気軌道
併用軌道区間の途中にあり、千鳥式ホーム2面2線を有する。朝ラッシュ時には係員が乗降客の整理のために配置される。2016年（平成28年）12月3日に新軌道に切り替えられるまでは、相対式2面2線の安全地帯が設けられていた。
現在の駅は上町線のみだが、かつて南海電鉄時代の1980年まで平野線と上町線が交差しており、天王寺駅前～平野間直通のための渡り線があった。
また、天王寺駅前停留場が現在地に移転する前（1950年代以前）は、現在の地下鉄阿倍野駅北出入口付近にも常盤通駅があった他、1970年頃まで当停留場～松虫間に中道駅があった。

### のりば
| ホーム | 路線    | 方向 | 行先                         |
| ------ | ------- | ---- | ---------------------------- |
| 1      | ■上町線 | 上り | 天王寺駅前行                 |
| 2      | ■上町線 | 下り | 住吉・我孫子道・浜寺駅前方面 |

- 旧ホーム（2007年5月）

## 南海電気鉄道（廃止）
南海平野線の阿倍野駅は、阿倍野交差点の南東角にあった。現在は、大阪市道津守・阿倍野線の道路の一部となっているため併用軌道上にあった駅のように見えるが、当時は阿倍野交差点東側の大阪市道津守・阿倍野線は片側一車線で、その南側が平野線の専用軌道となっており、同線の阿倍野駅もその専用軌道上にあった。
また、平野線の阿倍野駅は、1929年に上町線との直通運転が開始される頃まで交差点西側の現在阿倍野図書館・阿倍野区民センターがあるところの前の併用軌道区間にあり、この阿倍野図書館・阿倍野区民センターがあるところにかつて阿倍野斎場（火葬場）があった経緯から、上町線の阿倍野駅と区別するため、「斎場前」という副称が廃止されるまで付いていた（交差点の名前も以前は「斎場前」であった）。

### のりば
| のりば                     | 路線    | 方向 | 方面                           | 行先     |
| -------------------------- | ------- | ---- | ------------------------------ | -------- |
|                            | ■平野線 | 上り | 阪堺線直通：今池・恵美須町方面 | 恵美須町 |
| 上町線直通：天王寺駅前方面 | ■平野線 | 上り | 天王寺駅前                     |          |
|                            | ■平野線 | 下り | 田辺・平野方面                 | 平野     |

## 利用状況
谷町線の駅の2024年11月12日の1日乗降人員は18,706人（乗車人員：9,875人、降車人員：8,831人）。谷町線の駅では26駅中14位（他地下鉄路線と合算しない駅では第8位）。近年まで乗降人員は横ばいだったが、あべのハルカスの全面開業により、2014年度は増加となった。
乗車人員が一貫して降車人員を大きく上回る。
各年度の特定日における利用状況は下表の通りである。なお1995年度の記録については1996年に行われた調査であるが、会計年度上表中に記載の年度となる。
阪堺電車の駅のデータはない。
| 年度               | 調査日   | 乗車人員 | 降車人員 | 乗降人員 | 出典          | 出典          |
| 年度               | 調査日   | 乗車人員 | 降車人員 | 乗降人員 | メトロ        | 大阪府        |
| ------------------ | -------- | -------- | -------- | -------- | ------------- | ------------- |
| 1981年（昭和56年） | 11月10日 | 7,576    | 6,232    | 13,808   |               | [ 大阪府 1 ]  |
| 1985年（昭和60年） | 11月12日 | 7,483    | 6,557    | 14,040   |               | [ 大阪府 2 ]  |
| 1987年（昭和62年） | 11月10日 | 8,132    | 7,579    | 15,711   |               | [ 大阪府 3 ]  |
| 1990年（平成02年） | 11月06日 | 7,621    | 6,901    | 14,522   |               | [ 大阪府 4 ]  |
| 1995年（平成07年） | 02月15日 | 7,236    | 6,434    | 13,670   |               | [ 大阪府 5 ]  |
| 1998年（平成10年） | 11月10日 | 7,294    | 6,465    | 13,759   |               | [ 大阪府 6 ]  |
| 2007年（平成19年） | 11月13日 | 7,891    | 7,146    | 15,037   |               | [ 大阪府 7 ]  |
| 2008年（平成20年） | 11月11日 | 8,307    | 7,654    | 15,961   |               | [ 大阪府 8 ]  |
| 2009年（平成21年） | 11月10日 | 8,078    | 7,526    | 15,604   |               | [ 大阪府 9 ]  |
| 2010年（平成22年） | 11月09日 | 7,975    | 7,419    | 15,394   |               | [ 大阪府 10 ] |
| 2011年（平成23年） | 11月08日 | 8,267    | 7,579    | 15,846   |               | [ 大阪府 11 ] |
| 2012年（平成24年） | 11月13日 | 8,226    | 7,577    | 15,803   |               | [ 大阪府 12 ] |
| 2013年（平成25年） | 11月19日 | 8,134    | 7,540    | 15,674   | [ メトロ 1 ]  | [ 大阪府 13 ] |
| 2014年（平成26年） | 11月11日 | 8,627    | 7,869    | 16,496   | [ メトロ 2 ]  | [ 大阪府 14 ] |
| 2015年（平成27年） | 11月17日 | 8,705    | 7,861    | 16,566   | [ メトロ 3 ]  | [ 大阪府 15 ] |
| 2016年（平成28年） | 11月08日 | 9,298    | 8,544    | 17,842   | [ メトロ 4 ]  | [ 大阪府 16 ] |
| 2017年（平成29年） | 11月14日 | 9,196    | 8,639    | 17,835   | [ メトロ 5 ]  | [ 大阪府 17 ] |
| 2018年（平成30年） | 11月13日 | 9,429    | 8,554    | 17,983   | [ メトロ 6 ]  | [ 大阪府 18 ] |
| 2019年（令和元年） | 11月12日 | 9,564    | 8,723    | 18,287   | [ メトロ 7 ]  | [ 大阪府 19 ] |
| 2020年（令和02年） | 11月10日 | 8,619    | 7,755    | 16,374   | [ メトロ 8 ]  | [ 大阪府 20 ] |
| 2021年（令和03年） | 11月16日 | 8,730    | 7,866    | 16,596   | [ メトロ 9 ]  | [ 大阪府 21 ] |
| 2022年（令和04年） | 11月15日 | 9,295    | 8,454    | 17,749   | [ メトロ 10 ] | [ 大阪府 22 ] |
| 2023年（令和05年） | 11月07日 | 9,453    | 8,475    | 17,928   | [ メトロ 11 ] | [ 大阪府 23 ] |
| 2024年（令和06年） | 11月12日 | 9,875    | 8,831    | 18,706   | [ メトロ 12 ] |               |

## 駅周辺

### 公共施設
- あべのベルタ
  - あべのベルタ内郵便局
  - 大阪市立阿倍野市民学習センター
- あべのベルタ（西館）
  - 阿倍野スポーツセンター
- あべのフォルサ
  - 大阪市立阿倍野屋内プール
  - 大阪市立阿倍野防災センター
  - 大阪市職員研修センター
  - 大阪市消防局南方面隊
  - 阿倍野備蓄倉庫
- 阿倍野区民センター
- 大阪市立阿倍野図書館
- 大阪市営南霊園阿倍野墓地
- 大阪市立葬祭場やすらぎ天空館
- 大阪阿倍野筋郵便局
- 関西電力 阿倍野変電所
- 大阪市阿倍野消防署
- 大阪府阿倍野警察署
- 大阪市阿倍野区役所

### 商業施設
- あべのキューズタウン
- あべのベルタ
  - 関西スーパー ベルタ店
- あべのマルシェ
- あべのハルカス
  - あべのハルカス近鉄本店（近鉄百貨店）

### 金融機関
- 関西みらい銀行 阿倍野支店
- 日本政策金融公庫 阿倍野支店
- 大阪商工信用金庫 阿倍野支店

### 学校
- 大阪市立常盤小学校
- 大阪市立金塚小学校
- 大谷中学校・高等学校
- 大阪キリスト教短期大学
- 辻調理師専門学校・辻製菓専門学校・エコール辻

### その他
- 松崎食産・曲田商店（とんかつKYK・カレーサンマルコ）
- 相愛会相原第二病院
- 飛田遊廓跡
- 近鉄の大阪阿部野橋駅へは、直線距離で200 m程の距離にある。また、地下鉄谷町線と阪堺電気軌道上町線との乗り換えも、この駅で乗り換える方が天王寺駅で乗り換えるよりもむしろ便利である。

## バス路線
最寄停留所は阿倍野筋四丁目となる。以下の路線が乗り入れ、大阪シティバスにより運行されている。
- 62号系統：上本町六丁目南・大阪駅前/住吉車庫前
- 63号系統：あべの橋/浅香
- 64号系統：あべの橋/おりおの橋
- 67号系統：あべの橋/住吉車庫前

## 補足
1929年9月1日から1980年11月27日まで上町線と平野線をつなぐ連絡線があり、1929年12月8日から平野線最終営業日の1980年11月27日までこの連絡線を使用して天王寺駅前 - 平野間の電車が運行されていた（戦中・戦後の一時期は中止されていた）。阿倍野交差点北東角（旧・近畿大阪銀行前）にある南西方向に向かって建てられたトラス構造の鉄柱はその連絡線の架線柱として使われていたものであり、その後は上町線の架線を支える支柱として使用されているが、今も残る数少ない往時の名残りの一つである。また、阿倍野交差点から西側の大阪市道津守阿倍野線沿い、阪堺線今船停留場付近までの区間（平野線の阿倍野 - 飛田間に相当）にも平野線の架線柱として使われていた支柱が残っており、現在も阪堺線と上町線を結ぶ送電線用の支柱として使用されている。支柱番号は上町線の饋電線を意味する「上 キ」となっている。

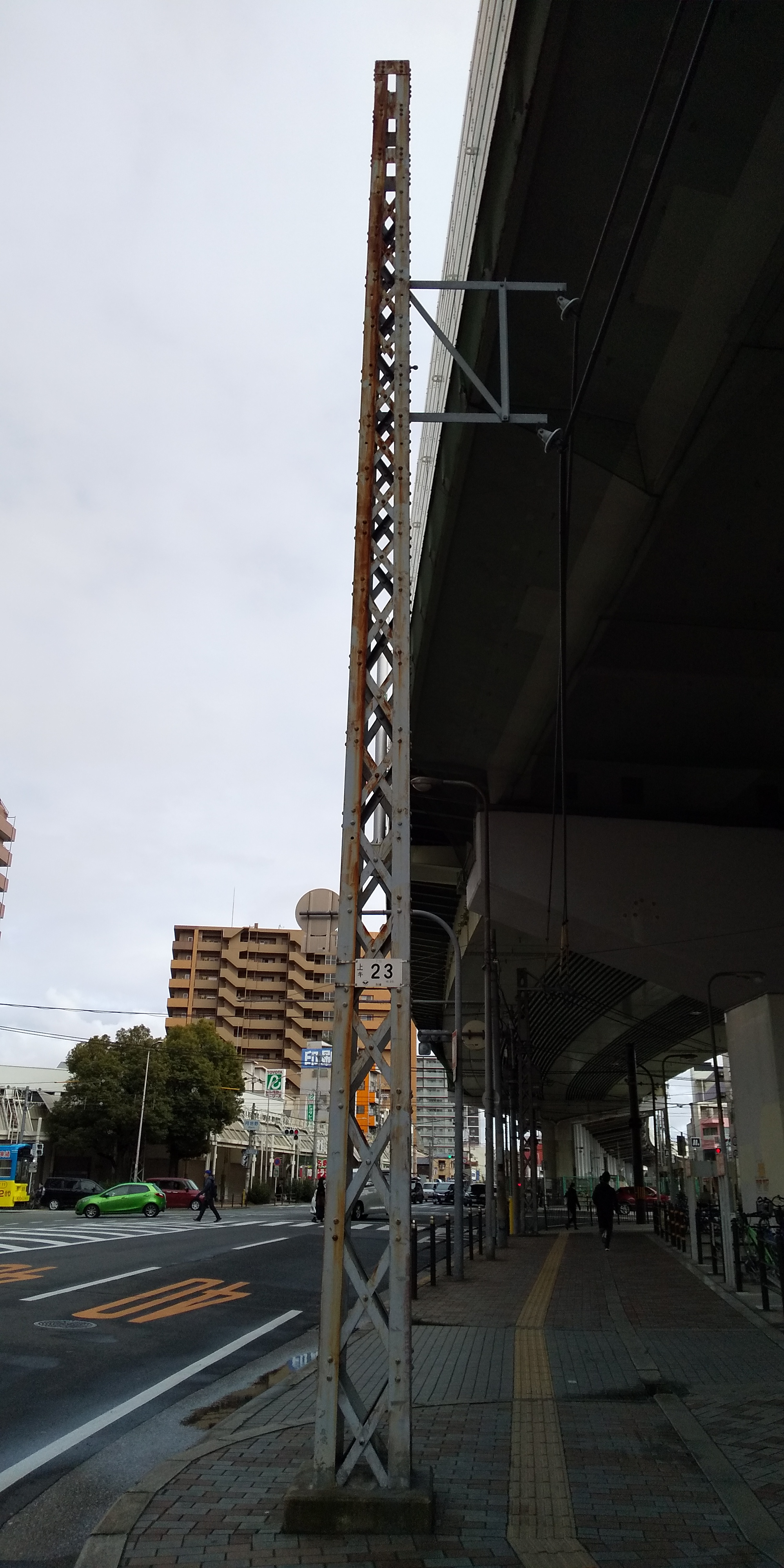
残存する架線柱（2020年3月）
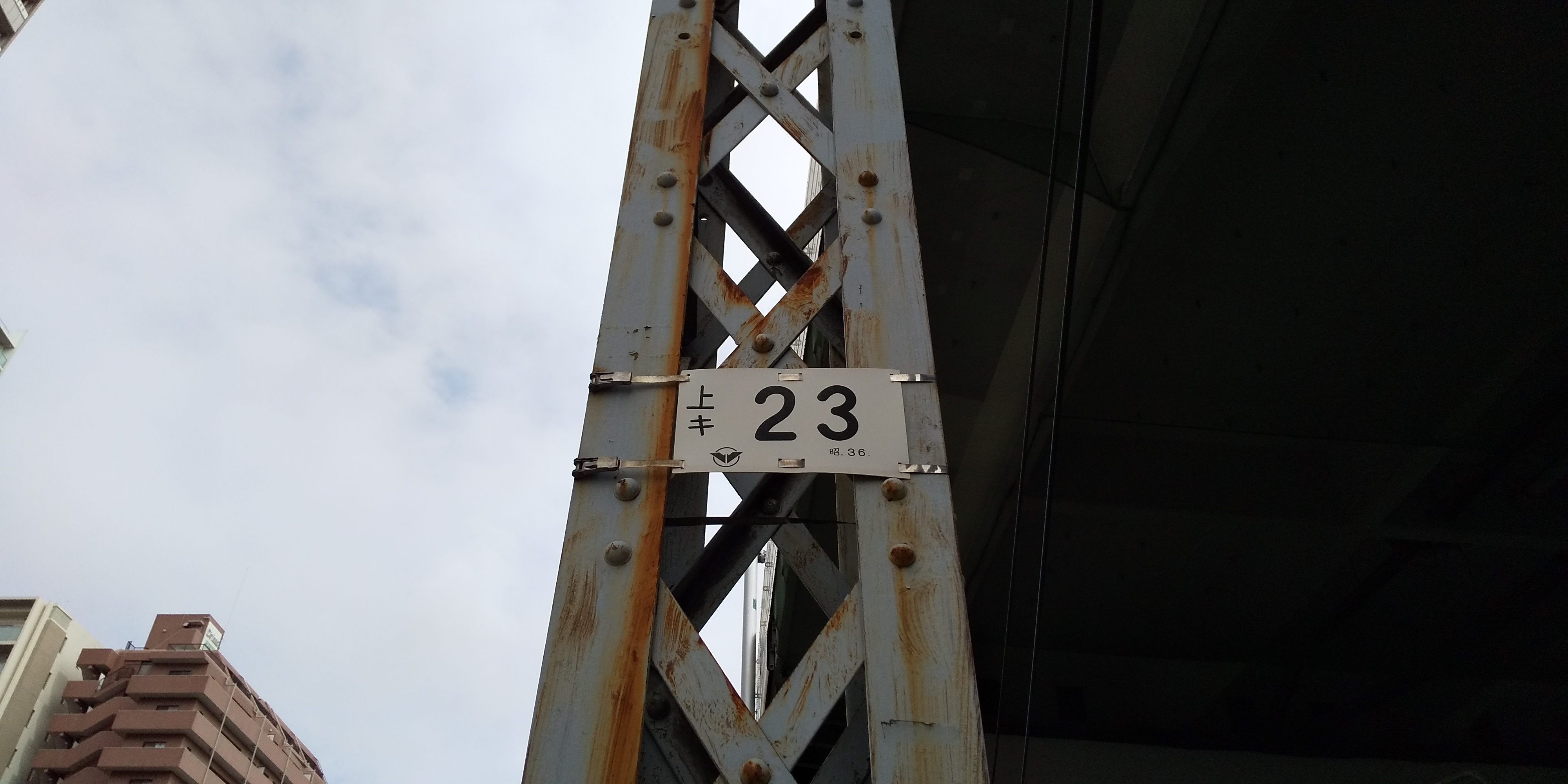
支柱番号の表示（2020年3月）

## 隣の駅
大阪市高速電気軌道 (Osaka Metro)
 谷町線
天王寺駅 (T27) - 阿倍野駅 (T28) - 文の里駅 (T29)
- ( ) 内は駅番号を示す。

阪堺電気軌道
■上町線
天王寺駅前停留場 (HN01) - 阿倍野停留場 (HN02) - 松虫停留場 (HN03)

### かつて存在した路線
南海電気鉄道
■平野線
飛田停留場 - 阿倍野駅 - 苗代田停留場

### 記事本文

### 利用状況
1. ↑  路線別駅別乗降人員 - 大阪市高速電気軌道
2. ↑  大阪府統計年鑑 - 大阪府
3. ↑  大阪市統計書 - 大阪市

#### 大阪市高速電気軌道
1. ↑  路線別乗降人員 （2013年11月19日（火）交通調査） (PDF)
2. ↑  路線別乗降人員 （2014年11月11日（火）交通調査） (PDF)
3. ↑  路線別乗降人員 （2015年11月17日（火）交通調査） (PDF)
4. ↑  路線別乗降人員 （2016年11月8日（火）交通調査） (PDF)
5. ↑  路線別乗降人員 （2017年11月14日（火）交通調査） (PDF)
6. ↑  路線別乗降人員 （2018年11月13日（火）交通調査） (PDF)
7. ↑  路線別乗降人員 （2019年11月12日（火）交通調査） (PDF)
8. ↑  路線別乗降人員 （2020年11月10日（火）交通調査） (PDF)
9. ↑  路線別乗降人員 （2021年11月16日（火）交通調査） (PDF)
10. ↑  路線別乗降人員 （2022年11月15日（火）交通調査） (PDF)
11. ↑  路線別乗降人員 （2023年11月7日（火）交通調査） (PDF)
12. ↑  路線別乗降人員 （2024年11月12日（火）交通調査） (PDF)

#### 大阪府統計年鑑
1. ↑  大阪府統計年鑑（昭和57年） (PDF)
2. ↑  大阪府統計年鑑（昭和61年） (PDF)
3. ↑  大阪府統計年鑑（昭和63年） (PDF)
4. ↑  大阪府統計年鑑（平成3年） (PDF)
5. ↑  大阪府統計年鑑（平成8年） (PDF)
6. ↑  大阪府統計年鑑（平成11年） (PDF)
7. ↑  大阪府統計年鑑（平成20年） (PDF)
8. ↑  大阪府統計年鑑（平成21年） (PDF)
9. ↑  大阪府統計年鑑（平成22年） (PDF)
10. ↑  大阪府統計年鑑（平成23年） (PDF)
11. ↑  大阪府統計年鑑（平成24年） (PDF)
12. ↑  大阪府統計年鑑（平成25年） (PDF)
13. ↑  大阪府統計年鑑（平成26年） (PDF)
14. ↑  大阪府統計年鑑（平成27年） (PDF)
15. ↑  大阪府統計年鑑（平成28年） (PDF)
16. ↑  大阪府統計年鑑（平成29年） (PDF)
17. ↑  大阪府統計年鑑（平成30年） (PDF)
18. ↑  大阪府統計年鑑（令和元年） (PDF)
19. ↑  大阪府統計年鑑（令和2年） (PDF)
20. ↑  大阪府統計年鑑（令和3年） (PDF)
21. ↑  大阪府統計年鑑（令和4年） (PDF)
22. ↑  大阪府統計年鑑（令和5年） (PDF)
23. ↑  大阪府統計年鑑（令和6年） (PDF)